# Starnacht

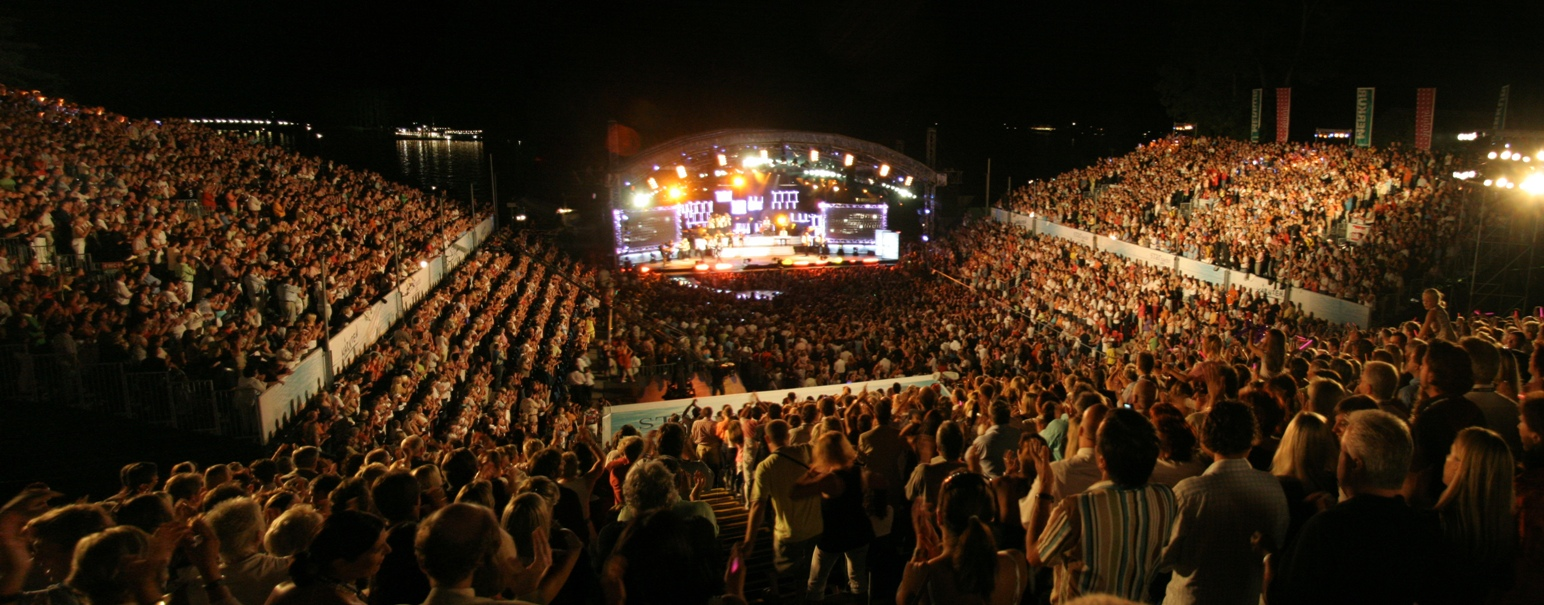
2007

Die Starnacht ist eine seit 2000 stattfindende Musikveranstaltung in Österreich. 2009 und 2010 gab es zudem zwei Ausgaben aus der Schweiz.

## Entstehung
Die „Starnacht“ ist ein TV-Format, das in der Ausgabe der „Starnacht am Wörthersee“ im Jahr 2000 in der Werzer Seearena in Kärnten erstmals über die Bühne ging. Ursprünglich war von der Veranstalterfirma ip-media die Austragung einer Box-WM in Kärnten geplant, die jedoch vom damaligen TV-Partner RTL gestrichen wurde. So wurde kurzfristig ein neues Konzept auf die Beine gestellt, der ORF als Partner ins Boot geholt und die 1. „Starnacht am Wörthersee“ ging in Pörtschach über die Bühne. Moderatoren waren von 2000 bis 2003 Vera Russwurm sowie von 2004 bis 2007 Wolfram Pirchner.

## Konzept
Das Konzept der Starnacht vereint die Komponenten einer bunt gemischten Musikshow mit nationalen und internationalen Künstlern und einem Bühnenkonzept mit moderner Showtechnik vor der Kulisse des jeweiligen Austragungsortes. Während 2009 die Starnacht am Wörthersee bereits ihr 10-jähriges Jubiläum feierte, wurden zwischen 2003 und 2006 auch vor dem Riesenrad in Wien oder der Bergwelt im Montafon Starnächte produziert.
Zur „Starnacht am Wörthersee“ gibt es seit 2012 immer im September eine Ausgabe aus Rossatz in der Wachau (Niederösterreich). 2016 gab es zusätzlich auch eine Ausgabe aus Podersdorf am Neusiedler See (Burgenland). Die „Starnächte“ wurden von 2008 bis 2022 von Alfons Haider moderiert, seit 2015 gemeinsam mit der deutschen Fernsehmoderatorin Barbara Schöneberger. Deutsche Partneranstalt war jahrelang das ZDF, mittlerweile ist es der MDR.
Im Jahr 2020 wurden die geplanten Starnächte am Wörthersee und aus der Wachau aufgrund der COVID-19-Pandemie verschoben. Stattdessen wurde am 18. Juli 2020 das Best-of „Stars am Wörthersee“ und am 19. September 2020 das Best-of „Stars aus der Wachau“ ausgestrahlt. Die Starnacht am Wörthersee 2021 fand in reduzierter Form auf einem Schiff am Wörthersee statt. Die Starnacht aus der Wachau durfte wieder in voller Größe über die Bühne gehen.
Anfang Juni 2022 wurde die Starnacht am Neusiedler See erstmals von der Bühne der Seefestspiele Mörbisch übertragen. Mit dieser Sendung verabschiedete sich Alfons Haider als Moderator der Starnacht, ihm folgte Hans Sigl im Juli 2022 nach.

## Ablauf
Die gesamte Veranstaltung umfasst neben der TV-Übertragung bzw. Ausstrahlung eine Generalprobe und viele Side- und VIP-Events rund um die „Starnacht“ selbst, wie z. B. Promi-Race, Golfturnier, Seitenblicke-Party, Champagner-Party sowie Aftershow-Party am Wörthersee bzw. in der Wachau.